# Atractus franciscopaivai
Atractus franciscopaivai là một loài rắn trong họ Colubridae. Loài này được Silva Haad mô tả khoa học đầu tiên năm 2004.